# Nu är det jul (igen)
Nu är det jul (igen) (originaltitel: The Santa Clauses) är en amerikansk komedi- och dramaserie vars första säsong hade premiär den 16 november 2022. Första säsongen bestod av 6 avsnitt. Den andra säsongen har premiär den 13 december 2023 och består av sex avsnitt. Serien är skapad av Jack Burditt och är en fortsättning på filmserien Nu är det jul igen från 1990-talet.

## Handling
Serien kretsar kring Scott Calvin, det vill säga jultomten, som närmar sig pensionsåldern och inser att han inte kan vara Jultomten för alltid. Han måste hitta en ersättare och samtidigt förbereder han familjen för nya äventyr.

## Rollista i urval
- Tim Allen - Scott Calvin
- Elizabeth Mitchell - Carol Calvin
- Austin Kane - Buddy "Cal" Calvin-Claus
- Elizabeth Allen-Dick - Sandra Calvin-Claus
- Matilda Lawler - Betty
- Devin Bright - Noel
- Rupali Redd - Grace Choksi
- Kal Penn - Simon Choksi
- Eric Stonestreet - Magnus Antas
- Gabriel Iglesias - Kris Kringle
- Isabella Bennett - Edie
- Sasha Knight - Crouton
- Izaac Wang - Hugo
- Laura San Giacomo - La Befana
- Liam Kyle - Gary
- Ruby Jay - Riley
- Eric Lloyd - Charlie Calvin
- Peyton Manning - sig själv
- David Krumholtz - Bernard
- Casey Wilson - Sara